# Apterichtus gracilis
Apterichtus gracilis är en fiskart som först beskrevs av Kaup, 1856.  Apterichtus gracilis ingår i släktet Apterichtus och familjen Ophichthidae. Inga underarter finns listade i Catalogue of Life.